# Bergeijk
Bergeijk (en brabanzón: Bérgààjk) es un municipio de la provincia de Brabante Septentrional en los Países Bajos, en la región natural de Kempen, una llanura arenosa de turbera y landa extendida a ambos lados de la frontera con Bélgica. El 30 de abril de 2017 contaba con una población de 18.359 habitantes, con una superficie de 103,22 km², de los que 0,70 km² corresponden a la superficie ocupada por el agua, y una densidad de 181 h/km². Localizado en el área de Eindhoven, fue creado en 1996 por la fusión de cuatro antiguos municipios: Bergeyk, Luyksgestel, Westerhoven y Riethoven.
Con una extensa superficie de bosque, en 1921 se estableció en Bergeyk la cooperativa agrícola Weverij de Ploeg, de inspiración socialista y anarcosocialista, que dos años después fundó en el municipio una fábrica textil especializada en tejidos para el hogar. Tras la Segunda Guerra Mundial el crecimiento del negocio hizo necesaria la construcción de una nueva fábrica más capaz que fue diseñada por Gerrit Rietveld. Puesta en funcionamiento en 1958, ha sido declarada monumento nacional por su original diseño y por ser el primer edificio industrial proyectado por Rietveld. La fábrica cuenta además con una extensa zona ajardinada diseñada por el paisajista Mien Ruys en armonía con el bosque próximo, que ha sido declarada igualmente monumento nacional, como modelo de los jardines arquitectónicos de posguerra.

## Galería de imágenes

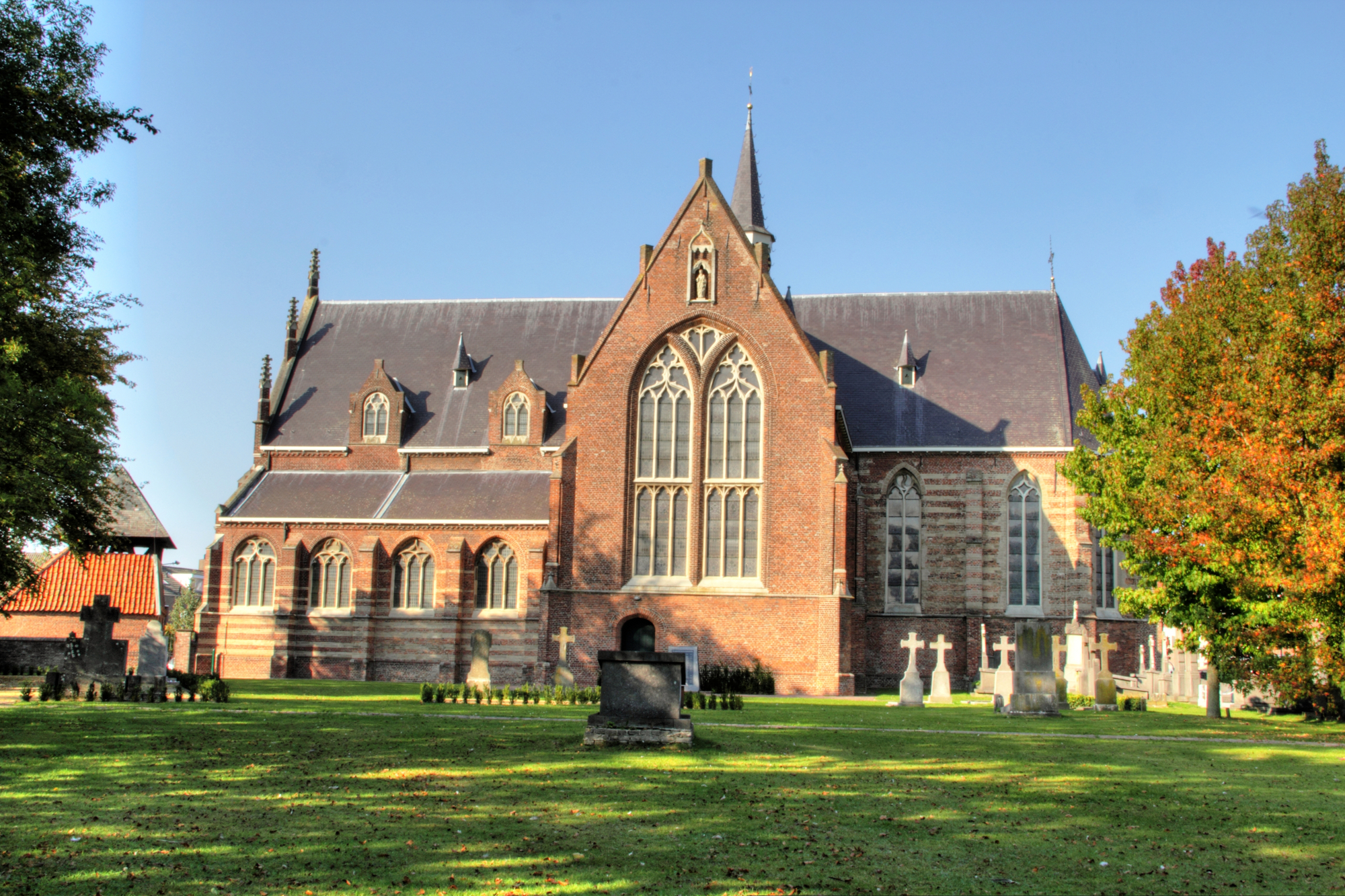
Iglesia de San Pedro en Bergeijk, construida entre los siglos XV y XVI en estilo tardogótico.
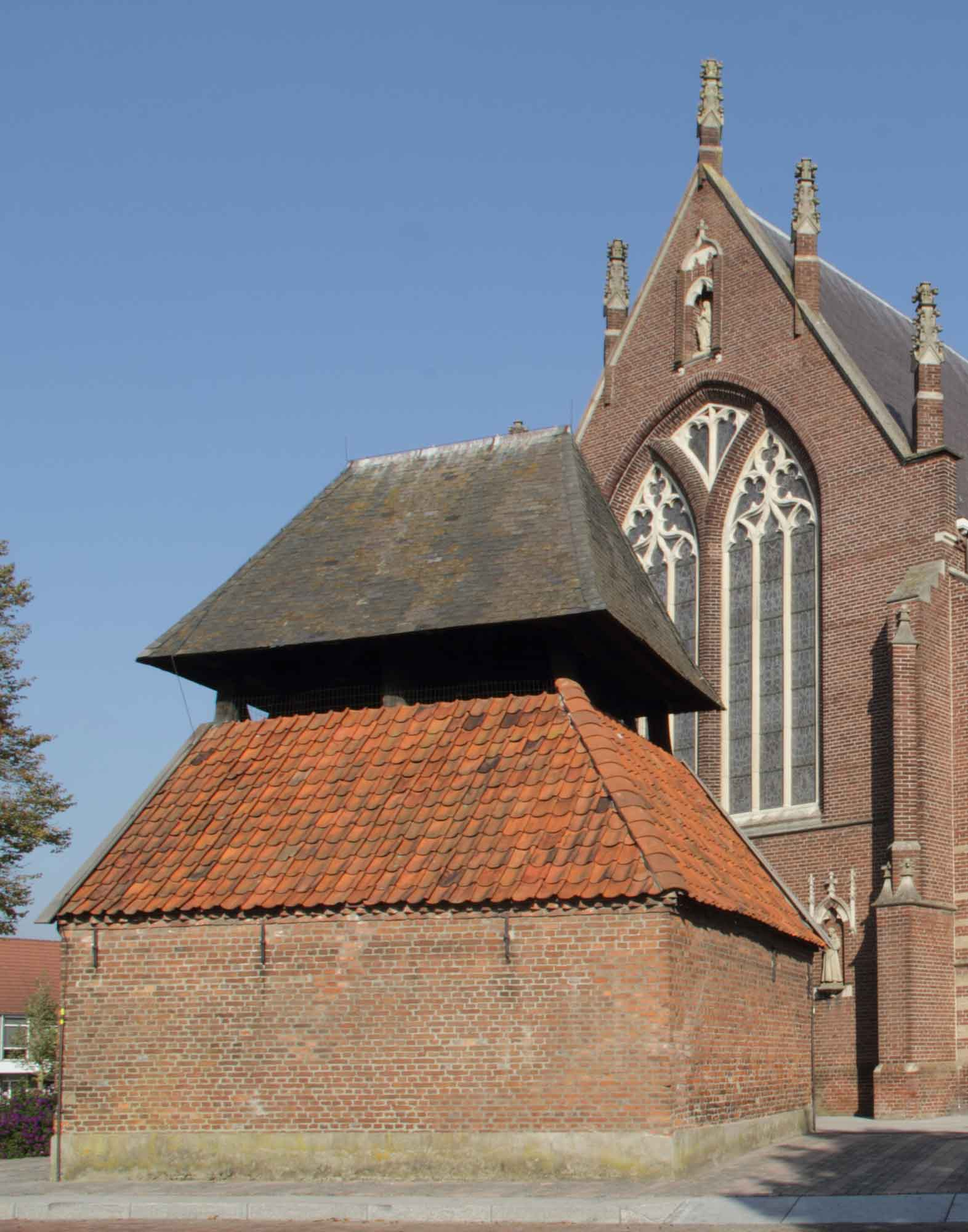
Campanario de la iglesia de San Pedro
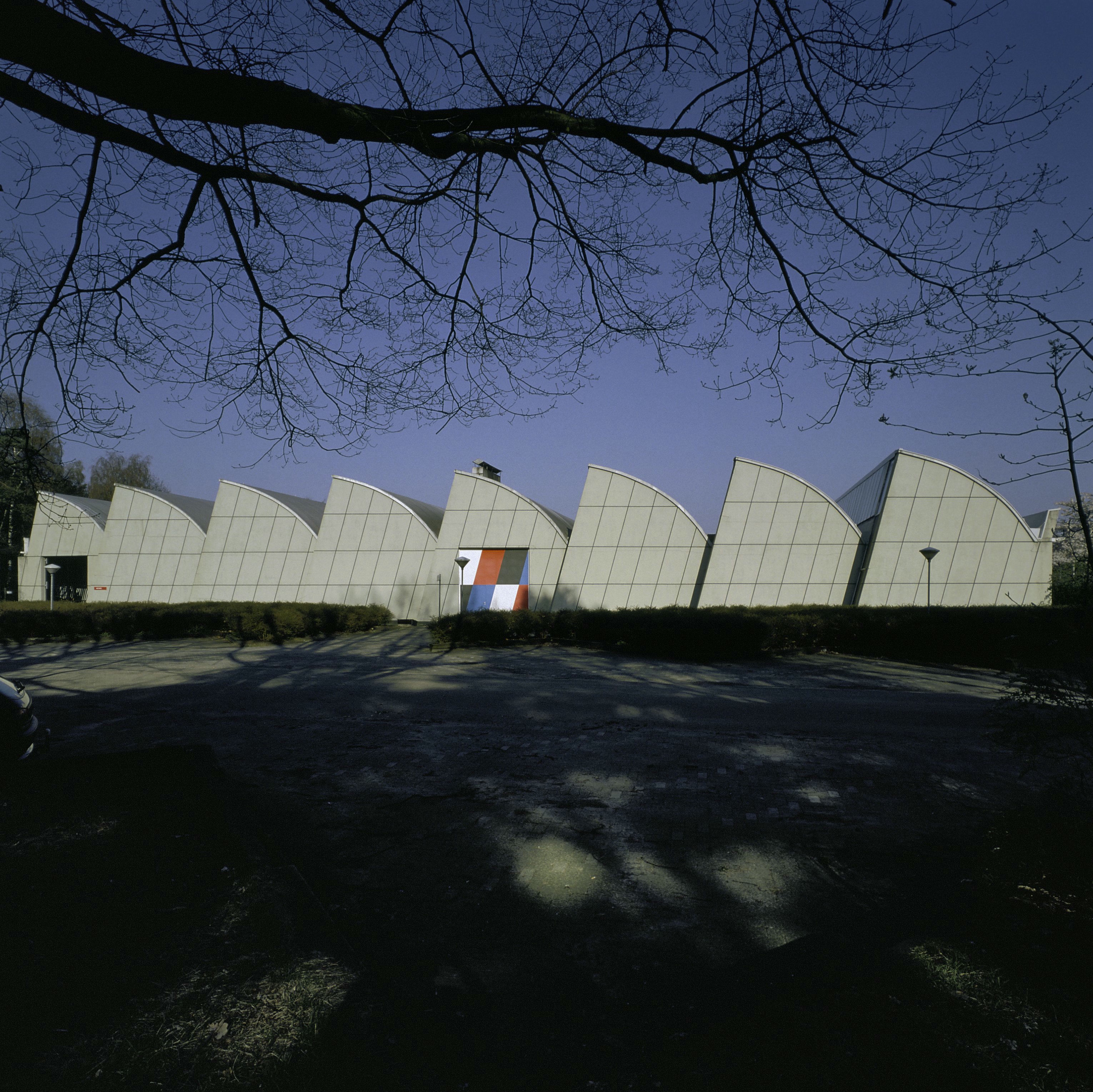
Exterior de la fábrica de tejidos Weverij De Ploeg, obra de Gerrit Rietveld
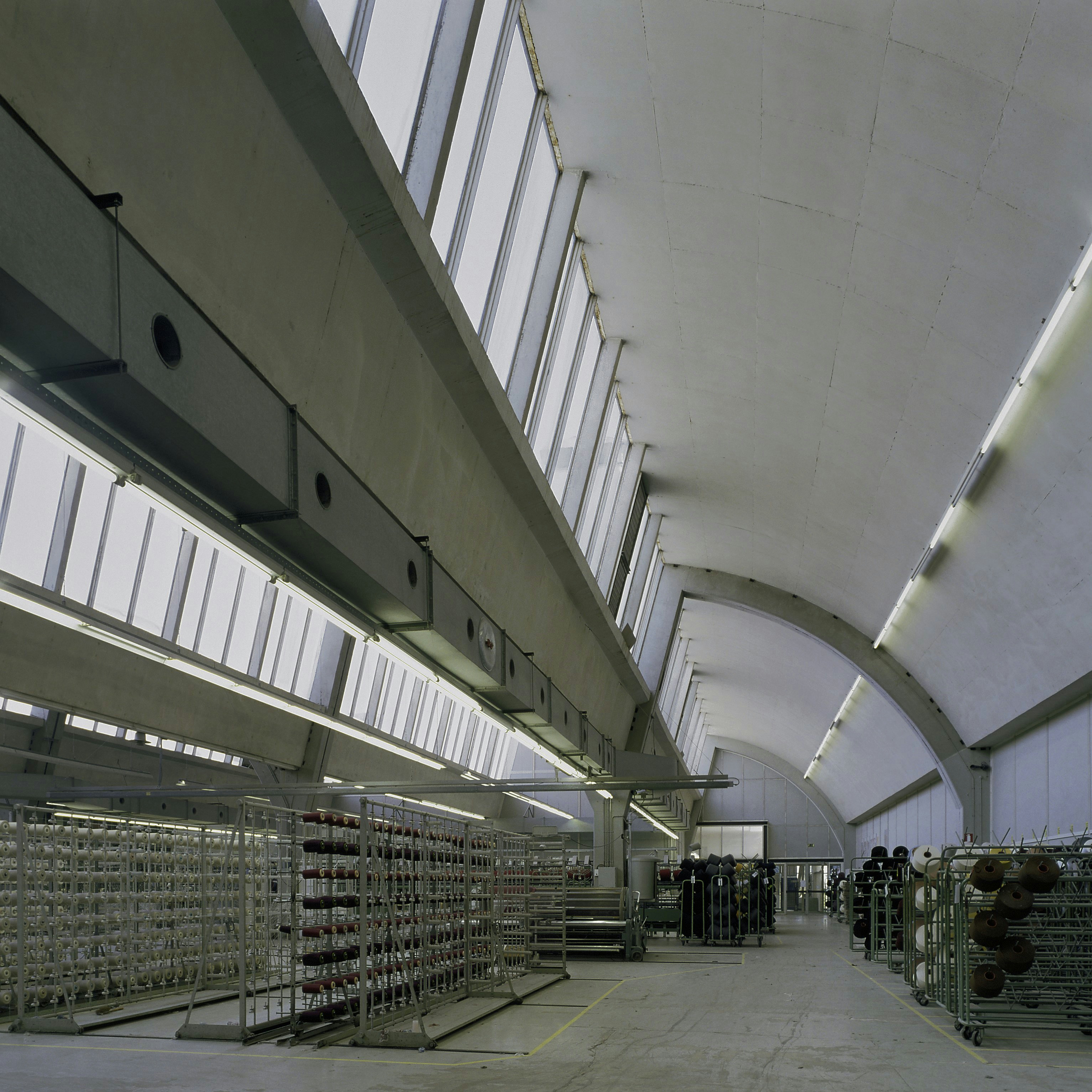
Interior de una de las naves de la fábrica con su característica cubierta curvada